# Don Quijote de la Mancha (película de 1947)
Don Quijote de la Mancha es una película española de 1947 dirigida por Rafael Gil y basada en la novela homónima de Miguel de Cervantes Saavedra. Es protagonizada por el dúo de actores Rafael Rivelles y Juan Calvo. Fue en su época la adaptación de la novela más larga de su época (dos horas y doce minutos) y más fidedigna a la obra literaria, siguiendo reverencialmente sus diálogos y el orden de los episodios, a diferencia de la versión de 1933 y la posterior versión rusa de la película, en las cuales se ha alterado el orden de las aventuras como la mayoría de las versiones cinematográficas realizadas.

La película, que protagonizan Rafael Rivelles en el papel de Don Quijote y Juan Calvo como Sancho Panza, además de un destacado Fernando Rey como Sansón Carrasco y la popular actriz Sara Montiel como Antonia, la sobrina de Don Quijote. La banda sonora para la película fue compuesta por Ernesto Halffter, y la película fue rodada en diversos puntos de La Mancha y otras regiones españolas.

## Argumento
La película es una de las versiones más fidedignas a la obra de Cervantes, y al igual que en ella, narra las aventuras de Alonso Quijano, un hidalgo de La Mancha que después de leer una y otra vez libros de caballerías, se cree un caballero andante. Por eso inicia un viaje con tal de encontrar un camino lleno de aventuras. Desobedeciendo al cura y al barbero de su localidad, inicia su viaje nombrando a Sancho Panza como su escudero.
Alonso decide tomar el nombre de Don Quijote de la Mancha para sus hazañas, sin embargo durante ese camino desvaría en varias ocasiones, confundiendo molinos con gigantes y rebaños de ovejas con ejércitos a punto de enzarzarse en una lucha. Tras liberar a unos presos casi por accidente decide quedarse desterrado en el monte para pagar por sus actos, pero luego entre Sancho Panza, el cura y el barbero, se las ingeniarán para traerlo en una celda de madera de nuevo a casa.
Sus desventuras serán recogidas en un libro que pronto se extenderán por toda España, debido a eso muchos ya conocerán su nombre, pero no por su fama, sino por la locura que habita en la mente de Don Quijote de la Mancha que se cree un caballero andante en una época donde ya no existen. Animado por el bachiller Sansón Carrasco realizará una segunda salida en la que muchas personas, al reconocerle, empezarán a burlarse de él y a jugar con su locura. Sansón Carrasco intentará que vuelva de nuevo a casa disfrazándose de un caballero para vencerle en duelo, sin embargo perderá y lo volverá a intentar tiempo después, triunfando en su cometido y consiguiendo que Don Quijote, abatido por la derrota, vuelva a su hogar a pasar un año sin emprender ninguna gesta. El dolor físico y mental llevarán a Don Quijote a sus últimos días, muriendo al final arropado por sus amigos y su familia.

## Reparto
- Rafael Rivelles - Don Quijote
- Juan Calvo - Sancho Panza
- Fernando Rey - Sansón Carrasco
- Julia Caba Alba - ama
- Sara Montiel - Antonia
- Juan Espantaleón - cura
- Manolo Moran - barbero
- Maruja Asquerino - Lusciinda
- Nani Fernández - Dorotea
- José María Seoane - Cardenio
- Eduardo Fajardo - Don Fernando
- Guillermo Marín - duque
- Guillermina Grin - duquesa

## Producción
Después de pasar por la Guerra Civil Española las compañías de cine empezaron una nueva forma de producción, intentando crear un cine más comercial, por tanto más barato y que gustara y entretuviera más al público, así que el género que más abarcaba estas características era la comedia. Cifesa se incluía en estas nuevas productoras que apostaban por este tipo de cine, sin embargo ya a mitad de los años cuarenta se intentó dirigir más hacia las grandes producciones históricas.
Con este nuevo planteamiento que Cifesa adoptó, parecía casi inevitable que se hiciera una adaptación de la obra de Miguel de Cervantes, Don Quijote de la Mancha, ya que además, en el año 1947 se cumplía el cuarto centenario del aniversario del autor. Con todos estos pretextos se le encargó a Rafael Gil, un gran conocedor de la obra de Cervantes, que se encargara de realizar la adaptación a película. Obviamente se invirtió mucho, tanto en personajes, en decorados y en localizaciones para rodar, de esa forma se consiguió la que es considerada por muchos autores una de las mejores adaptaciones que se ha hecho de Don Quijote de la Mancha en la historia, así como una de las mejores películas tanto de Rafael Gil como de la productora Cifesa.